# Sejongno
Sejongno (Sejong-ro / 세종로), es una calle que discurre a través del distrito de Jung-gu, en el centro de Seúl. Su nombre proviene del Rey Sejong el Grande, el creador de Hangul. 
La calle tiene 600 metros de longitud, pero debido a su céntrica ubicación, es de gran importancia simbólica. Apunta hacia el norte hasta Gwanaksan y Bukhansan y el palacio de la dinastía Joseon, Gyeongbokgung. También tiene importancia histórica debido a la ubicación en ella de los edificios administrativos reales y por contar con estatuas del Almirante Yi Sun Sin de la dinastía Joseon y Sejong el Grande.

## Atracciones
- Centro de Sejong
- Gyeongbokgung
- Gwanghwamun
- Complejo Gubernamental, Seúl
- Ministerio de Cultura, Deporte y Turismo de Corea
- Embajada de los Estados Unidos en Seúl
- Ministerio de Información y Comunicación
- Korea Telecom
- Kyobo Libro Centre
- Museo del palacio nacional de Corea
- Museo Ilmin
- Chosun Ilbo
- El Dong-a Ilbo